# باتريشيا تافاريس
سورايا شافيز (بالبرتغالية: Patrícia Tavares‏) (من مواليد 6 نوفمبر عام 1977 في لشبونة) هي ممثلة برتغالية ذات تاريخ طويل في التمثيل. أحد أهم أدوارها هو دورها الأخير في المسلسل الدرامى جورا على شبكة SIC.

## وصلات خارجية
- باتريشيا تافاريس على موقع IMDb (الإنجليزية)
- باتريشيا تافاريس على موقع قاعدة بيانات الفيلم (الإنجليزية)

صفحتها على IMDB